# Creu de terme de Mosqueroles
La Creu de terme de Mosqueroles és una creu de terme de Fogars de Montclús (Vallès Oriental) situada a l'entrada del poble de Mosqueroles, al camí del cementiri.
Està formada per un pedestal de pedra, que acaba en forma de fulles, coronat per una creu de ferro. A la base del pedestal hi ha unes inscripcions que actualment són il·legibles.